# SC Pfullendorf
Sportclub Pfullendorf 1919 e.V. é uma agremiação esportiva alemã, fundada a 2 de agosto de 1919, sediada em Pfullendorf, no estado de Baden-Württemberg. Além do futebol, possui departamentos de xadrez, tênis de mesa e Ice stock sport, um esporte bastante similar ao Curling.

## História
Foi criado, em 1919, como parte do clube de ginástica TV Pfullendorf. Tornou-se independente, em 1921, sob o nome de SC Pfullendorf, sendo oficialmente registrado como um clube em 25 de fevereiro de 1924.
Após a Segunda Guerra Mundial foi renomeado SV Pfullendorf e jogou oito partidas sob a nova denominação na temporada 1945-1946 da Amateurliga Einheitsklasse Bodensee/Schwarzwald. O clube foi então dissolvido, mas prontamente reorganizado como FC Pfullendorf, a 21 de setembro de 1946, e se reafirmou SC Pfullendorf, a 23 de junho de 1950.
Ao longo da década de 1950, 1960 e 1970, o Pfullendorf alternou entre a quarta e quinta divisões, até a extinção da Südbaden Amateurliga (III), em 1976, para a criação da Amateurliga Südbaden-Süd (IV). O clube fez sua primeira aparição na Copa da Alemanha, em 1978, quando caiu na primeira rodada pelo time do FC Hamburg.
O SCP passou treze temporadas na terceira divisão entre 1976 e 1994, pontuando na maioria das vezes na parte inferior da tabela. O seu melhor resultado foi um quinto lugar, em 1993, na então Amateur Oberliga Baden-Württemberg (III).
Durante esse período, o Pfullendorf fez três aparições na Copa da Alemanha. Em 1980-1981 bateu o Blumenthaler SV por 2 a 0 na primeira fase, antes de perder por 1 a 0 diante do SV Siegburg na segunda fase. Suas próximas participações resultaram na saída precoce da competição. Em 1983-1984 foi goleado por 7 a 0 pelo Eintracht Braunschweig, e em 1990-1991 caiu diante do MSV Duisburg, na época participante da 2. Bundesliga.
A segunda metade da década de 1990 foi difícil para o clube. A equipe desceu para a Südbaden Verbandliga, em 1994, e depois passou as três temporadas na Oberliga Baden-Württemberg (IV). O Pfullendorf retornou à Regionalliga Süd na temporada 1998-1999, na qual apesar de ter um time robusto, terminou em décimo-sexto lugar e salvo do rebaixamento apenas pela maior diferença do gols. 
A temporada seguinte foi ainda mais emocionante para os torcedores, visto que o time passou a vencer os jogos e disparou para um segundo lugar. A colocação garantiu uma aparição na fase de promoção para a segunda divisão. O time empatou em 1 a 1 com o LR Ahlen, mas perdeu por 3 a 1 para o Union Berlin.
No ano seguinte o clube entrou em colapso e foi rebaixado para a Oberliga Baden-Württemberg (IV) após terminar na décima-sétima colocação. Na sua quinta participação na Copa da Alemanha foi novamente breve. O time foi eliminado na primeira fase ao cair diante do SC Freiburg, então partícipe da Bundesliga.
Entretanto, o Pfullendorf rapidamente recuperou o seu lugar na terceira divisão em 2002. Depois de ficar um par de temporadas no meio da tabela, na Regionalliga Süd (III), a equipe se avizinhou do rebaixamento em duas campanhas e teria, de fato, caído após um décimo-sexto lugar, em 2005, se o SC Feucht não tivesse sido excluído do campeonato por razões de ordem financeira.
Em 2006, o clube jogou a sua décima temporada consecutiva na Regionalliga Süd, agora transformada em quarto nível do futebol alemão. Apesar da luta contínua e incessante para não ser rebaixado, o time conseguiu uma grata surpresa ao vencer o Arminia Bielefeld, então partícipe da Bundesliga, na primeira fase da Copa da Alemanha. Na fase seguinte o time foi eliminado ao perder por 2 a 0 para o Kickers Offenbach, o qual participava do segundo nível do futebol alemão.

## Títulos

### Liga
- Regionalliga Süd
  - Vice-campeão: 2000;
- Oberliga Baden-Württemberg
  - Champions: 2002;
- Verbandsliga Südbaden
  - Campeão: (5) 1980, 1982, 1988, 1990, 1995;
- Landesliga Südbaden 3
  - Campeão: 2004;‡

### Copas
- South Baden Cup
  - Vencedor: (5) 1983, 1990, 2006, 2008, 2010;
  - Vice-campeão: 2007;

- ‡: Vencido com o time reserva.

## Cronologia recente
A recente performance do clube:
| Temporada | Divisão                     | Módulo | Posição |
| 1999–2000 | Regionalliga Süd            | III    | 2°      |
| 2000–01   | Regionalliga Süd            | III    | 17° ↓   |
| 2001–02   | Oberliga Baden-Württemberg] | IV     | 1° ↑    |
| 2002–03   | Regionalliga Süd            | III    | 11°     |
| 2003–04   | Regionalliga Süd            | III    | 10°     |
| 2004–05   | Regionalliga Süd            | III    | 16°     |
| 2005–06   | Regionalliga Süd            | III    | 14°     |
| 2006–07   | Regionalliga Süd            | III    | 7°      |
| 2007–08   | Regionalliga Süd            | III    | 17°     |
| 2008–09   | Regionalliga Süd            | IV     | 8°      |
| 2009–10   | Regionalliga Süd            | IV     | 13°     |
| 2010–11   | Regionalliga Süd            | IV     | 9°      |
| 2011–12   | Regionalliga Süd            | IV     | 16°     |